# Богіш (Сату-Маре)
Богіш (рум. Boghiș) — село у повіті Сату-Маре в Румунії. Входить до складу комуни Доба.
Село розташоване на відстані 453 км на північний захід від Бухареста, 16 км на захід від Сату-Маре, 129 км на північний захід від Клуж-Напоки.

## Населення
За даними перепису населення 2002 року у селі проживали 736 осіб.
Національний склад населення села:
| Національність | Кількість осіб | Відсоток |
| -------------- | -------------- | -------- |
| румуни         | 491            | 66,7%    |
| угорці         | 218            | 29,6%    |
| цигани         | 27             | 3,7%     |

Рідною мовою назвали:
| Мова      | Кількість осіб | Відсоток |
| --------- | -------------- | -------- |
| румунська | 506            | 68,8%    |
| угорська  | 230            | 31,3%    |